# Ahmad Daneš
Ahmad Daneš (Bukhara, 1827 – Bukhara, 1897) è stato uno scrittore tagiko, considerato il fondatore della moderna letteratura del Tagikistan.
Nel suo trattato Navodir-ul vaqol espresse feroci critiche al sistema educativo-scolastico tagiko del tempo, manifestando ostilità verso il controllo di numerose istituzioni tagike da parte dei religiosi. Di ritorno da una missione a Pietroburgo, Daneš espresse letterariamente il malcontento dato dall'essersi reso conto dell'arretratezza del Tagikistan rispetto alla capitale dell'Impero russo. Fu autore di vari ghazal e di varie qaside, conservati in maniera solo frammentaria.